# Metsanurga (Kernu)
Metsanurga – wieś w Estonii, w prowincji Harju, w gminie Kernu.